# Temmen-Ringenwalde
Temmen-Ringenwalde is een gemeente in de Duitse deelstaat Brandenburg, en maakt deel uit van de Landkreis Uckermark. Met vier andere gemeenten maakt de gemeente deel uit van het Amt Gerswalde.
Temmen-Ringenwalde telt 516 inwoners.